# 417 a.C.

## Eventos
- Agripa Menênio Lanato, Públio Lucrécio Tricipitino, Caio Servílio Áxila, pela segunda ou terceira vez, e Espúrio Vetúrio Crasso Cicurino, tribunos consulares em Roma.

- É decretado o exílio de Hipérbolo.